# Anna Paleòloga Cantacuzena
Anna Paleòloga Cantacuzena, en grec medieval Άννα Καντακουζηνή, morta després del 1313, era la neboda de l'emperador romà d'Orient Miquel IX Paleòleg. Va ser la segona esposa de Nicèfor I Àngel dèspota de l'Epir i regent de l'Epir a la seva mort cap al 1297.

## Família
Anna va ser la tercera de les quatre filles nascudes de Joan Cantacuzè i la seva esposa Irene Comnena Paleòloga, germana de Miquel VIII Paleòleg. Les seves tres germanes eren: Teodora Raülena, que es va casar amb Jordi Mouzalon, Maria Paleòloga Cantacuzena, emperadriu consort de Bulgària i Eugènia Paleòloga Cantacuzena, esposa de Sirgià i mare de Sirgià Paleòleg.

## Casament amb Nicèfor I Àngel
Anna es va casar a la tardor de 1264 amb Nicèfor I Àngel com a part d'un acord de pau entre el seu oncle, l'emperador Miquel VIII i el pare de Nicèfor, Miquel II Àngel-Comnè Ducas, el dirigent del grup pro-imperial a l'Epir. Anna, de caràcter fort, dominava el seu marit, com també feien les seves germanes Maria i Teodora. Es va convertir en Dèspota d'Hipata el 1289. Nicèfor ja s'havia casat abans amb Maria, filla de l'emperador Teodor II Làscaris, amb qui va tenir una filla, Caterina.
Després de la restauració de la religió ortodoxa sota Andrònic II Paleòleg el 1282, Nicèfor va renovar l'aliança amb l'Imperi romà d'Orient a través d'Anna, que va viatjar a Constantinoble per concretar el tractat. La mateixa Anna servia els interessos de la cort de l'Imperi. El 1284 van atreure a Epir a Miquel, el fill de Joan I de Tessàlia, amb la promesa d'una aliança dinàstica, però el van arrestar i enviar a Constantinoble. Això va fer que Nicèfor comencés una guerra contra el seu germanastre, que va fer estralls als voltants d'Arta com a represàlia l'any 1285. Anna va iniciar l'ambiciós projecte d'unir les cases de l'Epir i Constantinoble casant la seva filla Tamar amb Miquel IX Paleòleg, fill d'Andrònic II Paleòleg i coemperador. Aquest projecte va fracassar, però el 1290 l'emperador va atorgar al fill d'Anna, Tomàs, la dignitat de Dèspota.
L'aristocràcia anti-imperial va persuadir Nicèfor d'obrir negociacions amb el rei Carles II d'Anjou el 1291, cosa que va provocar una invasió per part de l'emperador. Això va segellar l'aliança amb Nàpols i la intervenció de Carles II en el conflicte a través dels seus vassalls, el comte Ricard Orsini i el príncep Florenci d'Hainaut que van ajudar a contenir l'avanç romà d'Orient. La parella va casar la seva segona filla Maria amb Joan I Orsini i la seva filla Tamar amb el fill de Carles II, Felip I de Tàrent. A Tamar se li va donar el dret a heretar l'Epir en lloc del seu germà i Carles II va prometre que se li permetria conservar la fe ortodoxa. El casament va tenir lloc el 1294 i va comportar la cessió de diverses fortaleses costaneres a Felip com a dot de Tamar. Felip va rebre simultàniament els drets i les reclamacions del seu pare sobre Grècia.

## Regència
Nicèfor I Àngel va morir entre el setembre de 1296 i el juliol de 1298. Anna va assegurar la successió per al seu fill menor d'edat Tomàs, tot i que a Felip se li havia promès que heretaria l'Epir pel dret de la seva esposa Tamar. Carles II de Nàpols va exigir que l'Epir fos cedit a Felip i a Tamar, però Anna s'hi va negar, al·legant que s'havia trencat l'acord quan Tamar havia estat obligada a abandonar la seva fe ortodoxa. El 1304 Anna va demanar suport a l'emperador Andrònic II. Es va segellar una aliança pel matrimoni del jove Tomàs amb Anna Paleòloga, filla del coemperador Miquel IX Paleòleg i neta d'Andrònic.
El matrimoni va tenir lloc el 1307 o el 1313. Mentrestant, Carles II va enviar tropes a l'Epir, però van ser rebutjades i els epirotes van avançar cap a les terres que la Dinastia d'Anjou tenia als Balcans occidentals, recuperant Butrot i Naupacte entre el 1304 i el 1305. Una nova invasió de la Casa d'Anjou el 1307, amb l'objectiu d'enderrocar Anna, va acabar amb un compromís pel qual es van cedir a Felip de Tàrent moltes de les fortaleses que havien estat recuperades pels epirotes en la guerra anterior.
Anna es menciona per última vegada com a part de la llista dels barons de «Romania» amb els quals la República de Venècia mantenia relacions el 1313. No hi ha més notícies posteriors.